# 瀧井與志司
瀧井 與志司（たきい よしじ）は、日本の陶芸家。

## 来歴
大正3年（1914年）奈良県北葛城郡馬見村（現在の広陵町）生まれ。平成23年（2011年）97歳没。
父親の事業の関係で幼少より大阪市内で育つ。教職に就くため池田師範学校（現在の大阪教育大学）に進学。終戦後、新制大阪府立池田高等学校に一期生の数学担当として赴任すると同時に、京都大学大学院で建築学を専攻。大阪教育大学から工芸科に招聘された。

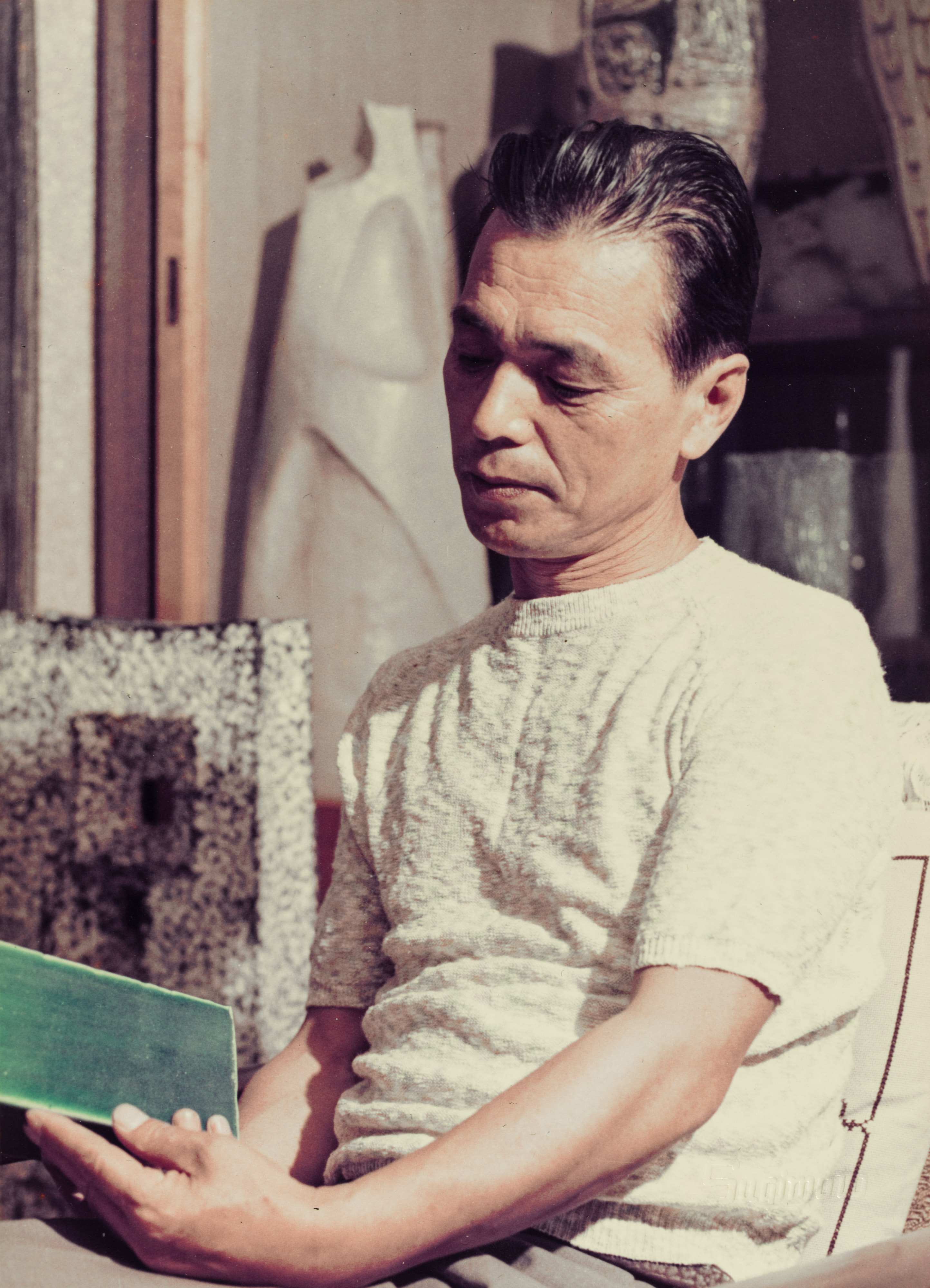
陶芸家 瀧井與志司（1914-2011）

京都陶芸界の若手として活躍し、清水焼6代目清水六兵衛に師事。昭和23年（1948年）に結成された京都陶芸クラブにも入会し、河合誓徳や新開寛山と親交を深め、陶芸教育への知識を深めると共に、自身の作陶にも力を入れた。
昭和28年（1953年）に、白磁「方耳花瓶」が第9回日展で入選し、平成18年(2006年)までに18回入選を続けた。京都工芸界の復興を期した「京都新工芸展」においては、昭和54年（1979年）第1回より平成17年（2005年）まで24回の入選を果たす。 
教職においては、昭和54年（1979年）大阪教育大学退任後、名誉教授として後進の支援を続けると共に、武庫川女子大学、近畿大学にて80才まで教鞭をとった。